# اروکو
اروکو (به آشوری: A-ru-uk-ku) فرزند کوروش یکم، شاه پارسوماش بود. پس از پیروزی قاطع آشوری‌ها بر ایلام در سال ۶۴۳/۲ پیش از میلاد، کوروش یکم برای اظهار اطاعت خود نسبت به آشور بانیپال، بزرگ‌ترین پسر خود، اروکو را به عنوان گروگان به نینوا فرستاد. به احتمال زیاد، وی در همان آشور درگذشته است.

## ذکر در اسناد آشوری
در رابطه با ویرانی شوش که عملاً انحلال پادشاهی عیلام توسط آشوربانیپال بود، کوراس (کورش اول) آروککو را به نینوا فرستاد تا برتری آشوریان را در سال ۶۳۹ قبل از میلاد به رسمیت بشناسد. تمایز برابری پارسوا با پارسوماش به این معنی است که کوروش مورد اشاره ممکن است در همین حین حاکمیت یکی از چندین پادشاه را به دست گرفته باشد. در سال ۸۳۵ قبل از میلاد، در بیست و چهارمین سال سلطنت شلمانسر سوم، پارسوا به عنوان کشوری با ۲۷ پادشاه توصیف شد.

## شناسایی‌های سنتی
به‌طور سنتی آروککو معمولاً به عنوان پسر کوروش اول شناخته می‌شود. این ذکر دلیلی برای قدیمی‌ترین پیام در خانواده سلطنتی ایران است. به دنبال آن این اشتقاق وجود داشت که کمبوجیه اول باید پسر دیگری بوده باشد. بر اساس این گاهشماری که در آن کوروش پیش از این به عنوان پدر و پادشاه حضور دارد، تولد کوروش دیرتر از ۶۸۰ تا ۶۷۵ قبل از میلاد خواهد بود.

## تفاسیر جایگزین
کوروشی که آشوربانیپال از او یاد می‌کند، یک رعیت نبود، بلکه داوطلبانه به آشور هدایایی می‌داد تا جلسات دوستانه با همسایه جدیدش را بیمه کند. اما این هدایا به عنوان کمک کوروش اول در فهرست‌های آشوری ثبت شده است. مورخان بر این باورند که اگر کوروش اول با کوروشی که هدایایی می‌داد یکی شود، نام آروکوس نیز مشخص نیست. سایر محققان منشأ پارسوما را از پارسوا رد می‌کنند.